# Districte electoral de Berga

Localització del districte electoral de Berga (1899-1923)

El districte de Berga fou una circumscripció electoral del Congrés dels Diputats utilitzada en les eleccions generals espanyoles entre 1871 i 1923. Es tractava d'un districte uninominal, ja que només era representat per un sol diputat.

## Àmbit geogràfic
L'any 1871, el districte comprenia tot el partit judicial de Berga, a més d'alguns municipis del Lluçanès, pertanyents al partit de Vic.

## Diputats electes
| Elecció | Elecció        | Diputat                                     | Partit/Ideologia                       |
| ------- | -------------- | ------------------------------------------- | -------------------------------------- |
|         | 1871           | Lluís Maria de Llauder i de Dalmases        | Comunió Tradicionalista                |
|         | Abril 1872     | Ignasi de Sabater                           | Sense dades                            |
|         | Agost 1872     | Federico Rusca Iglesias                     | Conservador                            |
|         | Agost 1872     | Ignasi de Sabater                           | Sense dades                            |
|         | 1873           | Federico Rusca Iglesias                     | Conservador                            |
|         | 1876           | José Pasqual de Bonanza y Soler de Cornellá | Conservador                            |
|         | 1876 (parcial) | Enrique de Orozco y de la Puente            | Conservador                            |
|         | 1879           | Manuel Duran i Bas                          | Conservador                            |
|         | 1881           | José Pasqual de Bonanza y Soler de Cornellá | Conservador                            |
|         | 1881 (parcial) | Joaquim Marin i Carbonell                   | Conservador                            |
|         | 1891           | Lluís Maria de Llauder i de Dalmases        | Comunió Tradicionalista                |
|         | 1893           | Joaquim Marin i Carbonell                   | Conservador                            |
|         | 1898           | Joan Ferrer-Vidal i Soler                   | Conservador                            |
|         | 1899           | Antoni Rosal i Sala                         | Independent                            |
|         | 1901           | Lluís Gonzaga Pons i Enrich                 | Liberal                                |
|         | 1903 (parcial) | Antoni Rosal i Sala                         | Independent                            |
|         | 1905           | Lluís Gonzaga Pons i Enrich                 | Liberal canalejista                    |
|         | 1907           | Marià Bordas i Flaquer                      | Tradicionalista solidari               |
|         | 1910           | Manuel Farguell i de Magarola               | Lliga Regionalista                     |
|         | 1918           | José Enrique de Olano y Loyzaga             | Conservador maurista                   |
|         | 1923           | Joan Palà i Claret                          | Unió Monàrquica Nacional (independent) |

## Resultats electorals

### Dècada de 1920
| Eleccions generals del 29/04/1923 |                                        |                       |        |      |
| Partit/Ideologia                  | Partit/Ideologia                       | Candidat              | Vots   | %    |
|                                   | Unió Monàrquica Nacional (independent) | Joan Palà i Claret    | 4.457  | 55,4 |
|                                   | Lliga Regionalista                     | Josep Vidal i Tarragó | 3.565  | 44,3 |
|                                   | Altres                                 | Altres                | 25     | 0,3  |
| Total                             | Total                                  | Total                 | 8.047  | 100  |
| Cens/participació                 | Cens/participació                      | Cens/participació     | 11.132 | 72,3 |

| Eleccions generals del 19/12/1920 |                                     |                                 |        |      |
| Partit/Ideologia                  | Partit/Ideologia                    | Candidat                        | Vots   | %    |
|                                   | Unió Monàrquica Nacional (maurista) | José Enrique de Olano y Loyzaga | 4.430  | 61,4 |
|                                   | Lliga Regionalista                  | Iu Minoves i Anglerill          | 2.677  | 37,1 |
|                                   | Altres                              | Altres                          | 112    | 1,6  |
| Total                             | Total                               | Total                           | 7.219  | 100  |
| Cens/participació                 | Cens/participació                   | Cens/participació               | 11.016 | 65,5 |

### Dècada de 1910
| Eleccions generals del 01/06/1919 |                          |                                 |        |      |
| Partit/Ideologia                  | Partit/Ideologia         | Candidat                        | Vots   | %    |
|                                   | Unió Monàrquica Nacional | José Enrique de Olano y Loyzaga | 4.434  | 54,8 |
|                                   | Comunió Tradicionalista  | Joaquim Gomís i Cornet          | 1.996  | 24,7 |
|                                   | Liberal independent      | Joan Tresserras i Conill        | 1.634  | 20,2 |
|                                   | Altres                   | Altres                          | 32     | 0,4  |
| Total                             | Total                    | Total                           | 8.096  | 100  |
| Cens/participació                 | Cens/participació        | Cens/participació               | 11.118 | 72,8 |

| Eleccions generals del 24/02/1918 |                      |                                 |        |      |
| Partit/Ideologia                  | Partit/Ideologia     | Candidat                        | Vots   | %    |
|                                   | Conservador maurista | José Enrique de Olano y Loyzaga | 6.271  | 76,0 |
|                                   | Liberal independent  | Joan Tresserras i Conill        | 1.890  | 22,9 |
| Vots en blanc                     | Vots en blanc        | Vots en blanc                   | 66     | 0,8  |
| Vots nuls                         | Vots nuls            | Vots nuls                       | 26     | 0,3  |
| Total                             | Total                | Total                           | 8.253  | 100  |
| Cens/participació                 | Cens/participació    | Cens/participació               | 11.455 | 72,0 |

| Eleccions generals del 09/04/1916 |                    |                               |                                                     |
| Partit/Ideologia                  | Partit/Ideologia   | Candidat                      | Vots                                                |
|                                   | Lliga Regionalista | Manuel Farguell i de Magarola | Electe mitjançant l'article 29 de la llei electoral |

| Eleccions generals del 08/03/1914 |                    |                               |        |      |
| Partit/Ideologia                  | Partit/Ideologia   | Candidat                      | Vots   | %    |
|                                   | Lliga Regionalista | Manuel Farguell i de Magarola | 4.640  | 59,3 |
|                                   | Conservador        | Guillem de Boladeres i Romà   | 3.173  | 40,5 |
| Vots en blanc                     | Vots en blanc      | Vots en blanc                 | 6      | 0,1  |
| Vots nuls                         | Vots nuls          | Vots nuls                     | 7      | 0,1  |
| Total                             | Total              | Total                         | 7.826  | 100  |
| Cens/participació                 | Cens/participació  | Cens/participació             | 11.205 | 69,8 |

| Eleccions generals del 08/05/1910 |                          |                               |        |      |
| Partit/Ideologia                  | Partit/Ideologia         | Candidat                      | Vots   | %    |
|                                   | Lliga Regionalista       | Manuel Farguell i de Magarola | 5.271  | 62,9 |
|                                   | Liberal                  | Pere Pujol i Thomas           | 2.762  | 33,0 |
|                                   | Partit Republicà Radical | Cristobal Litrán              | 280    | 3,3  |
|                                   | Comunió Tradicionalista  | Marià Bordas i Flaquer        | 0      | 0,0  |
|                                   | Altres                   | Altres                        | 63     | 0,8  |
| Total                             | Total                    | Total                         | 8.376  | 100  |
| Cens/participació                 | Cens/participació        | Cens/participació             | 11.377 | 73,6 |

### Dècada de 1900
| Eleccions generals del 21/04/1907 |                                   |                        |        |      |
| Partit/Ideologia                  | Partit/Ideologia                  | Candidat               | Vots   | %    |
|                                   | Tradicionalista solidari          | Marià Bordas i Flaquer | 4.340  | 55,4 |
|                                   | Liberal canalejista anti-solidari | Lluís Pons i Enrích    | 3.399  | 43,4 |
|                                   | Altres                            | Altres                 | 92     | 1,2  |
| Total                             | Total                             | Total                  | 7.831  | 100  |
| Cens/participació                 | Cens/participació                 | Cens/participació      | 10.381 | 75,4 |

| Eleccions generals del 10/11/1905 |                     |                             |        |      |
| Partit/Ideologia                  | Partit/Ideologia    | Candidat                    | Vots   | %    |
|                                   | Liberal canalejista | Lluís Gonzaga Pons i Enrich | 4.360  | 53,7 |
|                                   | Conservador         | Antoni Rosal i Sala         | 3.749  | 46,1 |
|                                   | Altres              | Altres                      | 17     | 0,2  |
| Total                             | Total               | Total                       | 8.126  | 100  |
| Cens/participació                 | Cens/participació   | Cens/participació           | 10.170 | 79,9 |

| Elecció parcial del 26/05/1903 |                     |                           |       |      |
| Partit/Ideologia               | Partit/Ideologia    | Candidat                  | Vots  | %    |
|                                | Independent         | Antoni Rosal i Sala       | 3.271 | 47,6 |
|                                | Liberal canalejista | Lluís Pons i Enrích       | 3.192 | 46,5 |
|                                | Conservador         | Joaquim Marin i Carbonell | 0     | 0,0  |
|                                | Altres              | Altres                    | 403   | 5,9  |
| Total                          | Total               | Total                     | 6.866 | 100  |
| Cens/participació              | Cens/participació   | Cens/participació         | 9.585 | 71,6 |

| Eleccions generals del 19/05/1901 |                   |                             |       |      |
| Partit/Ideologia                  | Partit/Ideologia  | Candidat                    | Vots  | %    |
|                                   | Liberal           | Lluís Gonzaga Pons i Enrich | 3.624 | 52,4 |
|                                   | Independent       | Antoni Rosal i Sala         | 3.282 | 47,5 |
|                                   | Altres            | Altres                      | 10    | 0,1  |
| Total                             | Total             | Total                       | 6.916 | 100  |
| Cens/participació                 | Cens/participació | Cens/participació           | 9.538 | 72,5 |

### Dècada de 1890
| Eleccions generals del 16/04/1899 |                   |                     |       |      |
| Partit/Ideologia                  | Partit/Ideologia  | Candidat            | Vots  | %    |
|                                   | Independent       | Antoni Rosal i Sala | 3.719 | 53,9 |
|                                   | Altres            | Altres              | 3.187 | 46,1 |
| Total                             | Total             | Total               | 6.906 | 100  |
| Cens/participació                 | Cens/participació | Cens/participació   | 9.488 | 72,8 |

| Eleccions generals del 27/03/1898 |                   |                           |       |      |
| Partit/Ideologia                  | Partit/Ideologia  | Candidat                  | Vots  | %    |
|                                   | Conservador       | Joan Ferrer-Vidal i Soler | 3.410 | 51,2 |
|                                   | Altres            | Altres                    | 3.256 | 48,8 |
| Total                             | Total             | Total                     | 6.666 | 100  |
| Cens/participació                 | Cens/participació | Cens/participació         | 9.353 | 71,3 |

| Eleccions generals del 12/04/1896 |                   |                           |       |      |
| Partit/Ideologia                  | Partit/Ideologia  | Candidat                  | Vots  | %    |
|                                   | Conservador       | Joaquim Marin i Carbonell | 2.982 | 50,3 |
|                                   | Altres            | Altres                    | 2.952 | 49,7 |
| Total                             | Total             | Total                     | 5.934 | 100  |
| Cens/participació                 | Cens/participació | Cens/participació         | 8.165 | 72,7 |

| Eleccions generals del 05/03/1893 |                   |                           |       |      |
| Partit/Ideologia                  | Partit/Ideologia  | Candidat                  | Vots  | %    |
|                                   | Conservador       | Joaquim Marin i Carbonell | 3.403 | 59,5 |
|                                   | Altres            | Altres                    | 2.316 | 40,5 |
| Total                             | Total             | Total                     | 5.719 | 100  |
| Cens/participació                 | Cens/participació | Cens/participació         | 8.370 | 68,3 |

| Eleccions generals del 01/02/1891 |                         |                                      |       |
| Partit/Ideologia                  | Partit/Ideologia        | Candidat                             | Vots  |
|                                   | Comunió Tradicionalista | Lluís Maria de Llauder i de Dalmases | 2.572 |

### Dècada de 1880
| Elecció parcial del 02/12/1889 |                  |                           |      |
| Partit/Ideologia               | Partit/Ideologia | Candidat                  | Vots |
|                                | Independent      | Joaquim Marin i Carbonell | 407  |

| Eleccions generals del 04/04/1886 |                  |                           |      |      |
| Partit/Ideologia                  | Partit/Ideologia | Candidat                  | Vots | %    |
|                                   | Conservador      | Joaquim Marin i Carbonell | 536  | 99,1 |
|                                   | Altres           | Altres                    | 5    | 0,9  |
| Total                             | Total            | Total                     | 541  | 100  |

| Eleccions generals del 27/04/1884 |                  |                           |      |      |
| Partit/Ideologia                  | Partit/Ideologia | Candidat                  | Vots | %    |
|                                   | Conservador      | Joaquim Marin i Carbonell | 354  | 61,0 |
|                                   | Altres           | Altres                    | 226  | 39,0 |
| Total                             | Total            | Total                     | 580  | 100  |

| Elecció parcial del 14/10/1881 |                  |                           |      |
| Partit/Ideologia               | Partit/Ideologia | Candidat                  | Vots |
|                                | Conservador      | Joaquim Marin i Carbonell | 543  |

| Eleccions generals del 20/08/1881 |                  |                                             |      |      |
| Partit/Ideologia                  | Partit/Ideologia | Candidat                                    | Vots | %    |
|                                   | Conservador      | José Pasqual de Bonanza y Soler de Cornellá | 424  | 54,3 |
|                                   | Altres           | Altres                                      | 357  | 45,7 |
| Total                             | Total            | Total                                       | 781  | 100  |

### Dècada de 1870
| Eleccions generals del 20/04/1879 |                  |                    |      |      |
| Partit/Ideologia                  | Partit/Ideologia | Candidat           | Vots | %    |
|                                   | Conservador      | Manuel Duran i Bas | 488  | 63,0 |
|                                   | Altres           | Altres             | 286  | 37,0 |
| Total                             | Total            | Total              | 774  | 100  |

| Elecció parcial del 10/12/1876 |                  |                                  |       |      |
| Partit/Ideologia               | Partit/Ideologia | Candidat                         | Vots  | %    |
|                                | Conservador      | Enrique de Orozco y de la Puente | 3.916 | 99,3 |
|                                | Altres           | Altres                           | 27    | 0,7  |
| Total                          | Total            | Total                            | 3.943 | 100  |

| Eleccions generals del 20/01/1876 |                  |                                             |       |      |
| Partit/Ideologia                  | Partit/Ideologia | Candidat                                    | Vots  | %    |
|                                   | Conservador      | José Pasqual de Bonanza y Soler de Cornellá | 3.760 | 70,7 |
|                                   | Altres           | Altres                                      | 1.562 | 29,3 |
| Total                             | Total            | Total                                       | 5.322 | 100  |

| Eleccions generals del 10/05/1873 |                  |                         |       |      |
| Partit/Ideologia                  | Partit/Ideologia | Candidat                | Vots  | %    |
|                                   | Conservador      | Federico Rusca Iglesias | 1.742 | 99,9 |
|                                   | Altres           | Altres                  | 1     | 0,1  |
| Total                             | Total            | Total                   | 1.743 | 100  |

| Eleccions generals del 24/08/1872 |                  |                         |       |      |
| Partit/Ideologia                  | Partit/Ideologia | Candidat                | Vots  | %    |
|                                   | Sense dades      | Ignasi de Sabater       | 1.022 | 65,6 |
|                                   | Conservador      | Federico Rusca Iglesias | 535   | 34,3 |
|                                   | Altres           | Altres                  | 2     | 0,1  |
| Total                             | Total            | Total                   | 1.559 | 100  |

| Eleccions generals del 24/08/1872 |                  |                         |       |      |
| Partit/Ideologia                  | Partit/Ideologia | Candidat                | Vots  | %    |
|                                   | Sense dades      | Ignasi de Sabater       | 1.022 | 65,6 |
|                                   | Conservador      | Federico Rusca Iglesias | 535   | 34,3 |
|                                   | Altres           | Altres                  | 2     | 0,1  |
| Total                             | Total            | Total                   | 1.559 | 100  |

| Eleccions generals del 03/04/1872 |                  |                   |       |      |
| Partit/Ideologia                  | Partit/Ideologia | Candidat          | Vots  | %    |
|                                   | Sense dades      | Ignasi de Sabater | 3.804 | 51,9 |
|                                   | Altres           | Altres            | 3.528 | 48,1 |
| Total                             | Total            | Total             | 7.332 | 100  |

| Eleccions generals del 08/03/1871 |                         |                                      |       |      |
| Partit/Ideologia                  | Partit/Ideologia        | Candidat                             | Vots  | %    |
|                                   | Comunió Tradicionalista | Lluís Maria de Llauder i de Dalmases | 4.538 | 96,9 |
|                                   | Altres                  | Altres                               | 145   | 3,1  |
| Total                             | Total                   | Total                                | 4.683 | 100  |
| Cens/participació                 | Cens/participació       | Cens/participació                    | 7.242 | 64,7 |